# Ortivus
Ortivus AB är ett svenskt medicinteknikföretag med säte i Danderyds kommun, som levererar utrustning för mobil kommunikation och övervakning till ambulanssjukvård i Norden och Storbritannien.  
Ortivus AB:s aktie är sedan den 19 december 2024 noterad på Nasdaq First North och var tidigare noterad på Stockholmsbörsens Small Cap.